# Anastasiya-Alexandra Nenova
Anastasiya-Alexandra Nenova (1998) es una deportista sudafricana que compite en judo. Ganó una medalla de bronce en el Campeonato Africano de Judo de 2020, en la categoría de –70 kg.

## Palmarés internacional
| Campeonato Africano | Campeonato Africano       | Campeonato Africano | Campeonato Africano |
| Año                 | Lugar                     | Medalla             | Categoría           |
| ------------------- | ------------------------- | ------------------- | ------------------- |
| 2020                | Antananarivo (Madagascar) | Medalla de bronce   | –70 kg              |